# NGamer
NGamer é uma revista sobre jogos eletrônicos britânica, especializada em consoles criados pela Nintendo; a primeira edição foi lançada em 13 de Julho de 2006. A revista é a sucessora publicativa das revistas Super Play (1992-1996) e N64/NGC Magazine (1997-2006), perdurando o estilo singular destas revistas.